# Manchas de Bitot
Manchas de Bitot são áreas brancas acinzentadas com concentrado de queratina localizadas superficialmente na conjuntiva. Estas áreas são ovais, triangulares ou possuem formato irregular.